# Patinapta
Genre
Patinapta est un genre d'holothuries (concombres de mer) de la famille des Synaptidae. 

## Liste des espèces
Selon World Register of Marine Species (16 décembre 2014) :
- Patinapta crosslandii Heding, 1929 -- Afrique de l'est
- Patinapta dumasi Cherbonnier, 1954 -- Mer Rouge
- Patinapta laevis (Bedford, 1899) -- Océan Indien
- Patinapta ooplax (von Marenzeller, 1882) -- Afrique de l'est
- Patinapta taiwaniensis Chao, Rowe & Chang, 1988 -- Mer de Chine
- Patinapta vaughani Cherbonnier, 1953 -- Mascareignes